# Ginaste
Ginaste (Ginast en catalán) es una localidad española perteneciente al municipio de Montanuy, en la Ribagorza oriental, provincia de Huesca, Aragón. Se encuentra en el valle de Barravés.

## Historia
Ginaste tuvo ayuntamiento propio hasta 1845, cuando se unió a Montanuy, el cual también incluía el pueblo vecino de Viñal.

## Monumentos
- Iglesia parroquial de San Esteban.[3]

## Festividades
- 26 de diciembre en honor a San Esteban.[2]